# Use your brain
Use your brain es el segundo álbum de estudio de la banda sueca Clawfinger. Está compuesto por 12 canciones.

## Lista de canciones del álbum
1. "Power" – 3:14
2. "Pay the Bill" – 4:20
3. "Pin Me Down" – 4:10
4. "Wipe My Ass" – 3:13
5. "Die High" – 2:34
6. "It" – 5:21
7. "Do What I Say" – 4:25
8. "Undone" – 4:11
9. "What Are You Afraid of?" – 3:47
10. "Back To the Basics" – 2:27
11. "Easy Way Out" – 2:39
12. "Tomorrow" – 4:09
13. "Better Than This" – 3:36 (Bonus Track)
14. "Three Good Riffs" – 3:56 (Bonus Track)
15. "Armageddon Down" – 3:36 (Bonus Track)

## Sencillos del álbum
- Pin me down 1
- Pin me down 2
- Do what I say
- Tomorrow

- Datos: Q6158135